# DB03
DB03 er en kode standard for kategorisering af erhvervsbrancher udviklet af Danmarks Statistik, baseret på den internationale NACE kode standard.
DBet i DB03 er en forkortelse for Danske Branchekoder, 03 hentyder til at det er versionen fra 2003, fra 1-januar-2008 træder en ny version, DB07, i kraft.